# J.League Cup 2013
Der J.League Cup 2013, offiziell aufgrund eines Sponsorenvertrages mit dem Gebäckhersteller Yamazaki Nabisco nach einer Marke desselben 2013 J.League Yamazaki Nabisco Cup genannt, war die 21. Ausgabe des J.League Cup, des höchsten Fußball-Ligapokal-Wettbewerbs in Japan.

## Spieler
| Verein              | Spieler |
| ------------------- | --- |
| Vegalta Sendai      | Shigeru Sakurai (2/0), Jirō Kamata (2/0), Naoki Ishikawa (2/0), Makoto Kakuda (1/0), Toshihiro Matsushita (2/1), Takayuki Nakahara (1/0), Ryang Yong-gi (2/0), Yoshiaki Ōta (2/0), Hayato Sasaki (1/0), Takuto Hayashi (1/0), Shingo Tomita (2/0), Wilson (2/2), Yūki Mutō (1/0), Naoya Tamura (1/0), Shingo Akamine (2/0), Naoki Sugai (2/0), Kōji Hachisuka (2/0) |
| Kashima Antlers     | Akihiro Satō (2/0), Daiki Iwamasa (5/0), Kazuya Yamamura (3/0), Takeshi Aoki (7/0), Kōji Nakata (6/0), Juninho (5/1), Yūya Ōsako (7/2), Masashi Motoyama (7/1), Davi (8/5), Atsutaka Nakamura (6/0), Gen Shōji (1/0), Takuya Honda (3/0), Takanori Maeno (4/0), Gaku Shibasaki (8/0), Hitoshi Sogahata (6/0), Daigo Nishi (8/0), Naomichi Ueda (2/0), Yasushi Endō (7/0), Takahide Umebachi (2/0), Shōma Doi (1/0), Takuya Nozawa (8/0), Mitsuo Ogasawara (5/0) |
| Urawa Reds          | Norihiro Yamagishi (3/0), Keisuke Tsuboi (1/0), Tomoya Ugajin (5/0), Daisuke Nasu (5/0), Tomoaki Makino (4/0), Nobuhisa Yamada (3/0), Tsukasa Umesaki (4/1), Yōsuke Kashiwagi (5/0), Marcio Richardes (4/0), Kunimitsu Sekiguchi (4/0), Keita Suzuki (4/0), Tadaaki Hirakawa (5/0), Mitsuru Nagata (1/0), Nobuhiro Katō (2/0), Yūki Abe (5/0), Genki Haraguchi (4/0), Shin’ya Yajima (1/0), Shinzō Kōroki (4/5), Ryōta Moriwaki (5/0) |
| Omiya Ardija        | Takashi Kitano (4/0), Kōsuke Kikuchi (4/0), Carlinhos (1/0), Takuya Aoki (6/0), Kōta Ueda (6/0), Takumi Shimohira (3/0), Cho Young-cheol (4/1), Zlatan (2/1), Daigō Watanabe (4/0), Shintarō Shimizu (4/1), Shōhei Takahashi (4/0), Novakovic (2/1), Kōji Ezumi (2/0), Shin Kanazawa (3/0), Norio Suzuki (2/0), Taisuke Miyazaki (4/0), Kazuhiro Murakami (3/0), Tomoki Imai (5/0), Takamitsu Tomiyama (4/1), Daisuke Watabe (6/1), Yū Hasegawa (6/1), Yōsuke Kataoka (5/0) |
| Kashiwa Reysol      | Masato Fujita (5/0), Naoya Kondō (5/0), Daisuke Suzuki (3/0), Tatsuya Masushima (3/0), Hidekazu Ōtani (4/0), Masakatsu Sawa (2/0), Masato Kudō (4/2), Leandro Domingues (1/0), Cleo (5/0), Kenta Kanō (2/0), Jorge Wagner (5/2), Jun’ya Tanaka (4/3), Akimi Barada (2/0), Takanori Sugeno (5/0), Wataru Hashimoto (4/0), Hirofumi Watanabe (2/0), Tetsurō Ōta (1/0), Ryōichi Kurisawa (5/0), Hiroyuki Taniguchi (1/0), Ryōsuke Yamanaka (2/0) |
| FC Tokyo            | Hitoshi Shiota (4/0), Yūhei Tokunaga (5/0), Masato Morishige (5/0), Hideto Takahashi (4/0), Ken’ichi Kaga (6/0), Kōsuke Ōta (5/0), Takuji Yonemoto (4/0), Ariajasuru Hasegawa (5/0), Kazuma Watanabe (4/1), Tadanari Lee (6/2), Sōta Hirayama (3/0), Yūichi Maruyama (1/0), Hiroki Kawano (5/0), Naohiro Ishikawa (3/1), Yōhei Ōtake (1/0), Shūichi Gonda (2/0), Yōhei Hayashi (1/0), Sōtan Tanabe (3/0), Jang Hyun-soo (2/0), Nemanja Vucicevic (3/0), Hideyuki Nozawa (1/0), Hirotaka Mita (4/1), Keigo Higashi (6/1), Lucas (1/1) |
| Kawasaki Frontale   | Rikihiro Sugiyama (7/0), Hiroki Itō (4/0), Yūsuke Tanaka (9/0), Yūsuke Igawa (1/0), Jeci (3/0), Masaki Yamamoto (9/0), Sōta Nakazawa (7/0), Takanobu Komiyama (1/0), Takurō Yajima (7/2), Renato (7/3), Yū Kobayashi (8/2), Yoshito Ōkubo (8/4), Kengo Nakamura (5/2), Yūki Sanetō (8/1), Ryōta Ōshima (4/0), Yūki Natsume (1/0), Patric (5/1), Alan Pinheiro (2/0), Kentarō Moriya (8/1), Jun’ichi Inamoto (10/0), Yōhei Nishibe (3/0), Akito Fukumori (2/0), Kyōhei Noborizato (7/0), Kōya Kazama (3/0), Kyōtarō Yamakoshi (3/0), An Byong-jun (1/0), Kōki Kazama (1/0)                                                                    |
| Yokohama F. Marinos | Tetsuya Enomoto (8/0), Takashi Amano (2/0), Yūzō Kurihara (6/0), Dutra (9/0), Shōhei Ogura (3/0), Shingō Hyōdō (10/1), Kōsuke Nakamachi (10/1), Manabu Saitō (7/2), Yūzō Kobayashi (9/0), Andrew Kumagai (3/0), Fabio (9/0), Yūsuke Higa (1/0), Jin Hanato (5/0), Marquinhos (9/7), Yoshihito Fujita (10/1), Yūhei Satō (5/1), Yūji Nakazawa (8/0), Yūta Narawa (3/1), Shunsuke Nakamura (10/2), Jeong Dong-ho (1/0), Seitarō Tomisawa (7/0), Yūji Rokutan (2/0), Kazuki Nagasawa (1/0) |
| Shonan Bellmare     | Nobuyuki Abe (2/0), Shōma Kamata (2/0), Hirokazu Usami (2/0), Shōta Kobayashi (2/1), Ryōta Nagaki (4/0), Han Kook-young (2/0), Kaoru Takayama (3/0), Quirino (1/0), Daisuke Kikuchi (4/1), Ken Iwao (3/0), Tōmi Shimomura (2/0), Yūzō Iwakami (4/0), Edivaldo (1/0), Kenji Baba (4/0), Tatsuya Furuhashi (3/0), Shūhei Ōtsuki (3/1), Yūki Igari (3/0), Shunsuke Andō (4/0), Kazunari Ōno (3/0), Ryōta Kajikawa (4/0), Kenji Arabori (4/0), Masashi Kamekawa (5/0), Kōsuke Taketomi (5/1), Ryōhei Yoshihama (1/0), Tsuyoshi Shimamura (3/0), Kweon Han-jin (5/0), Shōta Tamura (1/0), Hiroto Nakagawa (2/0), Yūto Misao (2/0)                 |
| Ventforet Kofu      | Kōta Ogi (2/0), Kensuke Fukuda (2/0), Hideomi Yamamoto (1/0), Douglas (1/0), Marquinhos Parana (2/0), Shō Sasaki (4/0), Katsuya Ishihara (1/0), Ryōhei Arai (2/0), Ortigoza (4/3), Atsushi Izawa (5/0), Hugo (3/1), Choi Sung-keun (4/0), Akito Kawamoto (6/2), Masaru Matsuhashi (1/0), Takuma Tsuda (4/0), Yoshifumi Kashiwa (3/0), Kōhei Morita (5/0), Masahiro Kaneko (5/0), Kōhei Kawata (4/0), Naotake Hanyū (2/0), Makoto Rindō (3/0), Yūki Horigome (3/0), Kazuki Hiramoto (4/0), Teruyoshi Itō (3/0), Yūki Hashizume (2/0), Kōki Mizuno (3/0), Kazunari Hosaka (4/0), Yukio Tsuchiya (1/0)                                          |
| Albirex Niigata     | Takaya Kurokawa (3/0), Kentarō Ōi (1/0), Kim Kun-hoan (4/0), Mizuki Hamada (6/1), Yūta Mikado (5/0), Seiya Fujita (4/0), Leo Silva (5/1), Tatsuya Tanaka (3/0), Bruno Lopes (2/0), Noriyoshi Sakai (3/0), Isao Homma (4/0), Hideya Okamoto (5/3), Jun Uchida (2/0), Shō Naruoka (4/0), Kim Jin-su (4/0), Kengo Kawamata (6/1), Atomu Tanaka (6/0), Naoki Kawaguchi (3/0), Yūsuke Murakami (2/0), Musashi Suzuki (2/0), Akihiko Takeshige (3/0), Naoya Kikuchi (3/0), Shūsuke Tsubouchi (4/0) |
| Shimizu S-Pulse     | Lee Ki-je (4/0), Yasuhiro Hiraoka (4/1), Calvin Jong-a-Pin (4/0), Taisuke Muramatsu (6/0), Kōta Sugiyama (2/0), Kōhei Hattanda (4/1), Hideki Ishige (6/2), Bare (6/2), Yōsuke Kawai (5/0), Yūji Senuma (6/0), Toshiyuki Takagi (4/0), Shō Itō (3/0), Mitsunari Musaka (1/0), Ibuki Fujita (1/0), Lee Min-soo (2/0), Ryō Takeuchi (4/0), Masatoshi Kushibiki (5/0), Kenta Uchida (2/0), Tomoya Inukai (2/0), Tomonobu Hiroi (1/0), Yutaka Yoshida (5/0), Genta Miura (1/0), Toshiyasu Takahara (1/0), Jumpei Takaki (3/0), Kazuya Murata (2/0)                                                                                                |
| Júbilo Iwata        | Yoshikatsu Kawaguchi (1/0), Shun'ya Suganuma (4/0), Yūki Kobayashi (1/0), Yūichi Komano (4/1), Hiroto Tanaka (2/0), Yūki Kobayashi (5/0), Baek Sung-dong (1/0), Ryōhei Yamazaki (4/3), Hiroki Yamada (6/0), Takuya Matsuura (5/1), Tomohiko Miyazaki (2/0), Jō Kanazawa (4/0), Hidetaka Kanazono (6/3), Ryōichi Maeda (4/1), Masahiko Inoha (4/0), Shūto Yamamoto (3/0), Naoki Hatta (5/0), Jung Woo-young (5/0), Kōsuke Yamamoto (4/1), Cho Byung-kuk (3/0), Nagisa Sakurauchi (2/0), Ryōsuke Matsuoka (1/0), Yoshirō Abe (2/0), Yoshiaki Fujita (5/0)                                                                                      |
| Nagoya Grampus      | Seigō Narazaki (6/0), Marcus Tulio Tanaka (4/1), Takahiro Masukawa (6/0), Shōhei Abe (5/0), Naoshi Nakamura (3/0), Jungo Fujimoto (2/0), Jakimovski (6/1), Yoshizumi Ogawa (4/0), Keiji Tamada (6/2), Ryōta Isomura (3/0), Yūki Honda (2/0), Kennedy (2/0), Kishō Yano (5/1), Danilson (6/0), Daniel (2/0), Yōsuke Ishibitsu (1/0), Nikki Havenaar (1/0), Reo Mochizuki (1/0), Ryōta Tanabe (4/0), Taishi Taguchi (4/0), Hayuma Tanaka (5/0), Teruki Tanaka (6/0) |
| Cerezo Osaka        | Takahiro Ōgihara (8/0), Teruyuki Moniwa (5/0), Kōta Fujimoto (5/0), Hotaru Yamaguchi (8/1), Tōru Araiba (4/0), Yōichirō Kakitani (8/3), Edno (7/1), Jumpei Kusukami (5/0), Ryūji Bando (2/0), Takumi Minamino (8/3), Yūsuke Maruhashi (8/1), Takuma Edamura (5/0), Noriyuki Sakemoto (4/0), Tomonobu Yokoyama (3/0), Ken’yū Sugimoto (6/0), Kim Jin-hyeon (8/0), Tatsuya Yamashita (6/0), Simplicio (5/1), Branco (1/0), Kenta Mukuhara (1/0) |
| Sanfrecce Hiroshima | Shūsaku Nishikawa (1/0), Hiroki Mizumoto (2/0), Kazuhiko Chiba (2/0), Toshihiro Aoyama (2/0), Kazuyuki Morisaki (2/0), Naoki Ishihara (2/0), Yōjirō Takahagi (2/1), Hisato Satō (2/1), Takuya Masuda (1/0), Mikic (2/0), Satoru Yamagishi (1/0), Park Hyung-jin (2/0), Gakuto Notsuda (1/0), Kōhei Shimizu (2/0), Tsukasa Shiotani (2/0) |
| Sagan Tosu          | Taku Akahoshi (3/0), Kōsuke Kitani (1/0), Keita Isozaki (4/0), Teruaki Kobayashi (2/0), Tatsuya Sakai (4/0), Jonathan (4/0), Keisuke Funatani (3/0), Kōta Mizunuma (4/0), Roni (4/0), Kim Min-woo (3/0), Yōhei Toyoda (3/1), Tatsurō Okuda (2/0), Kim Jung-ya (4/0), Naoyuki Fujita (2/0), Ryūhei Niwa (1/0), Ryūnosuke Noda (5/1), Shōhei Okada (2/0), Yeo Sung-hae (3/0), Takuya Muro (1/0), Kei Ikeda (2/2), Toshiya Sueyoshi (4/0), Takashi Kanai (5/1), Ryōta Hayasaka (6/1), Shūto Hira (2/0), Kōki Kiyotake (4/0), Yoshiki Takahashi (2/0), Shōhei Kishida (2/0)                                                                      |
| Oita Trinita        | Keisuke Shimizu (2/0), Arata Kodama (4/0), Akihiro Sakata (1/0), Yūki Fukaya (1/0), Masashi Wakasa (5/0), Kōhei Tokita (3/0), Yūji Kimura (3/0), Hironori Nishi (4/0), Rui Komatsu (2/0), Choi Jung-han (6/0), Shinji Murai (3/0), Daiki Takamatsu (1/0), Takuma Nagayoshi (2/0), Takenori Hayashi (3/0), Kazumichi Takagi (1/0), Shinji Tsujio (3/0), Yasuhito Morishima (5/1), Kenta Tanno (4/0), Kim Jeong-hyun (2/0), Yū Yasukawa (4/0), Yū Kijima (3/1), Yūsuke Gotō (1/0), Ken Matsubara (4/0), Hirotaka Tameda (2/0), Masaya Matsumoto (4/0), Rodrigo Mancha (2/0), Masashi Miyazawa (5/0), Takuya Marutani (3/4), Riki Matsuda (1/0) |

## Ergebnisse

### Gruppenphase

#### Gruppe A
| Pl. | Verein              | Sp. | S | U | N | Tore    | Diff. | Punkte |
| --- | ------------------- | --- | - | - | - | ------- | ----- | ------ |
| 1.  | Yokohama F. Marinos | 6   | 5 | 0 | 1 | 009:200 | +7    | 15     |
| 2.  | Kawasaki Frontale   | 6   | 3 | 2 | 1 | 008:400 | +4    | 11     |
| 3.  | Júbilo Iwata        | 6   | 3 | 1 | 2 | 010:700 | +3    | 10     |
| 4.  | Shonan Bellmare     | 6   | 2 | 1 | 3 | 004:600 | −2    | 07     |
| 5.  | Omiya Ardija        | 6   | 2 | 0 | 4 | 007:110 | −4    | 06     |
| 6.  | Ventforet Kofu      | 6   | 1 | 2 | 3 | 006:900 | −3    | 05     |
| 7.  | Shimizu S-Pulse     | 6   | 1 | 2 | 3 | 006:110 | −5    | 05     |

#### Gruppe B
| Pl. | Verein          | Sp. | S | U | N | Tore    | Diff. | Punkte |
| --- | --------------- | --- | - | - | - | ------- | ----- | ------ |
| 1.  | Cerezo Osaka    | 6   | 4 | 1 | 1 | 010:700 | +3    | 13     |
| 2.  | Kashima Antlers | 6   | 4 | 0 | 2 | 008:700 | +1    | 12     |
| 3.  | FC Tokyo        | 6   | 2 | 3 | 1 | 007:500 | +2    | 09     |
| 4.  | Nagoya Grampus  | 6   | 2 | 3 | 1 | 006:500 | +1    | 09     |
| 5.  | Ōita Trinita    | 6   | 1 | 3 | 2 | 006:700 | −1    | 06     |
| 6.  | Sagan Tosu      | 6   | 1 | 1 | 4 | 006:800 | −2    | 04     |
| 7.  | Albirex Niigata | 6   | 1 | 1 | 4 | 006:100 | −4    | 04     |

### Finalrunde

#### Viertelfinale
|                     | Gesamt |                     | Hinspiel | Rückspiel |
| ------------------- | ------ | ------------------- | -------- | --------- |
| Urawa Reds          | 3:1    | Cerezo Osaka        | 2:0      | 1:1       |
| Vegalta Sendai      | 3:5    | Kawasaki Frontale   | 1:2      | 2:3       |
| Yokohama F. Marinos | 5:1    | Kashima Antlers     | 2:0      | 3:1       |
| Kashiwa Reysol      | 2:2    | Sanfrecce Hiroshima | 2:1      | 0:1       |

#### Halbfinale
|                     | Gesamt |                   | Hinspiel | Rückspiel |
| ------------------- | ------ | ----------------- | -------- | --------- |
| Urawa Reds          | 3:3    | Kawasaki Frontale | 2:3      | 1:0       |
| Yokohama F. Marinos | 2:4    | Kashiwa Reysol    | 0:4      | 2:0       |

#### Finale
|            | Ergebnis |                |
| ---------- | -------- | -------------- |
| Urawa Reds | 0:1      | Kashiwa Reysol |